# Jakub (Piatnicki)
Jakub, imię świeckie Iwan Aleksiejewicz Piatnicki (ur. 10 września?/22 września 1844 w Bryniu, zm. 1922 lub 1923 w Tomsku) – rosyjski biskup prawosławny.

## Życiorys

### Działalność w Imperium Rosyjskim
Ukończył seminarium duchowne w Kałudze. W 1866 podjął studia teologiczne w Moskiewskiej Akademii Duchownej, które ukończył cztery lata później z tytułem kandydata nauk teologicznych. W roku akademickim 1872/1873 był wykładowcą szkoły duchownej w Mieszczowsku, zaś od 1873 przez siedemnaście lat nauczał w Wifańskim Seminarium Duchownym przy ławrze Troicko-Siergijewskiej. W 1876 uzyskał tytuł naukowy magistra nauk teologicznych. W 1886 złożył wieczyste śluby mnisze, pięć dni później przyjął święcenia kapłańskie, zaś 1 stycznia 1887 otrzymał godność archimandryty. 28 kwietnia 1891 w soborze Zaśnięcia Matki Bożej w Moskwie miała miejsce jego chirotonia na biskupa pomocniczego eparchii niżnonowogrodzkiej z tytułem biskupa bałachińskiego. Głównym konsekratorem w czasie obrzędu był metropolita moskiewski Joannicjusz. W roku następnym został przeniesiony do eparchii kijowskiej, jako jej wikariusz z tytułem biskupa humańskiego, zaś od 1893 – biskupa czehryńskiego. Jego przeniesienie odbyło się za sprawą metropolity Joannicjusza, który z katedry moskiewskiej został przeniesiony do eparchii kijowskiej.
26 stycznia 1898 objął jako ordynariusz zarząd eparchii kiszyniowskiej i chocimskiej. Pięć lat później, gdy w mieście gwałtownie wzrosły nastroje antyżydowskie po zabójstwie prawosławnego chłopca w Dubosarach, odmówił wstawienia się za społecznością żydowską, stwierdzając, że jego zdaniem niektórzy Żydzi naprawdę dopuszczali się mordów rytualnych. Kilka dni później w Kiszyniowie rozpoczął się pogrom; w jego trakcie biskup nie tylko nie powstrzymał napastników od atakowania Żydów, ale sam ich do tego zachęcał.
W 1904 został przeniesiony na katedrę jarosławską i rostowską. W 1907 przeniesiono go z kolei na katedrę symbirską i syzrańską. W 1910 został natomiast biskupem kazańskim. Na katedrze kazańskiej duchowny często występował publicznie i głosił kazania, rzadko dokonywał wizytacji w parafiach. Już w 1912 rozważane było jego odejście w stan spoczynku z uwagi na zły stan zdrowia, do czego ostatecznie nie doszło.

### Po rewolucji lutowej i październikowej
Jakub (Piatnicki) nie protestował osobiście przeciwko obaleniu caratu w Rosji. Wziął udział w Soborze Lokalnym Rosyjskiego Kościoła Prawosławnego, w czasie którego otrzymał godność metropolity z uwagi na wieloletnią służbę biskupią. Po powrocie do Kazania po rewolucji październikowej nie protestował również przeciwko pierwszym atakom władz bolszewickich na Cerkiew Rosyjską. Po ukonstytuowaniu się Komucza i zajęciu Kazania przez lojalne mu wojska udzielił mu swojego poparcia i zorganizował zbiórkę pieniędzy „na potrzeby armii ludowej”. Po kontrofensywie czerwonych, której rezultatem było zdobycie Kazania, hierarcha wycofał się razem z białymi z miasta. Według danych zebranych przez metropolitę Manuela (Lemieszewskiego) dotarł do Irkucka. Następnie w listopadzie 1918 uczestniczył w spotkaniu hierarchów działających na ziemiach kontrolowanych przez armię adm. Kołczaka, w czasie którego sformowany został wyższy zarząd struktur cerkiewnych na tymże obszarze. Chociaż metropolita Jakub nie został jego członkiem, powierzono mu zadania locum tenens eparchii tomskiej, zaś w marcu 1919 otrzymał godność metropolity tomskiego. W 1921 na własną prośbę hierarcha odszedł w stan spoczynku i został przełożonym Monasteru Simonowskiego w Moskwie.
W marcu 1922 został aresztowany i szybko zwolniony, po czym najprawdopodobniej zmuszony do wyjazdu do żeńskiego monasteru św. Jana Chrzciciela w Tomsku. Według różnych wersji wydarzeń zmarł w tymże klasztorze po przebytej operacji w tym samym roku lub w roku następnym.